# Wukari
Wukari – miasto w Nigerii, w stanie Taraba. Według danych szacunkowych na rok 2009 liczy 64 402 mieszkańców..